# Бекетовый узел
Бе́кетовый у́зел в морском деле (англ. Becket Hitch) — морской соединяющий временный узел, завязываемый тросом на огоне «бе́кета». Применяли в рыбацком деле и морском для прикрепления оснастки. Бекетовый узел является штыком. Для большей надёжности после завязывания бекетового штыка на конце троса завязывают сто́порный (простой) узел. Для более лёгкого развязывания бекетовый узел можно завязать с петлёй. Бекетовый узел может быть завязан на петле булиня. Бекетовый узел может быть усилен путём удвоения. Вообще, всякий узел, закреплённый на огоне, называют «бекетовым», но правильный бекетовый узел завязывают на основе шкотового узла. Бекетовый узел используют для связывания тросов, один из которых имеет огон или коуш и при ввязывании в коуш или кренгельс различных снастей (например, шкота, фала). Кроме того, бекетовым узлом привязывают фалы к сигнальным и другим флагам. Бекетовый узел, ввязанный в коуш, — надёжен только тогда, когда трос натянут. Его нельзя использовать в том случае, если трос крепят к коушу больших размеров или жёстскому огону.

## Способ завязывания
Крепление к огону
1. Вдеть ходовой конец троса в огон снизу.
2. Обернуть огон.
3. Сделать обязательную схватку ходового конца троса за коренной.

Крепление к гаку
При погрузочных работах на корабле бекетовый узел также использовали для крепления троса к гаку, и в этом случае получался отдельный узел, называемый на английском флоте Bill Hitch. Узел приобретает сравнительную надёжность в случае, если трос (изготовленный из растительного материала) крепко стянут с гаком. При этом способ завязывания мог быть следующим:
1. Сделать простой узел на конце троса.
2. Вдеть гак в середину узла и захватить коренной конец троса концом (bill) гака, отчего узел и получил своё наименование; при этом первоначально завязанный простой узел превратится в сваечный по сути.
3. Вывернуть петлю сваечного узла так, чтобы она обнимала конец гака и его шейку (neck).

## Признаки
Плюсы
- Узел — прост
- Легко развязывать

Минусы

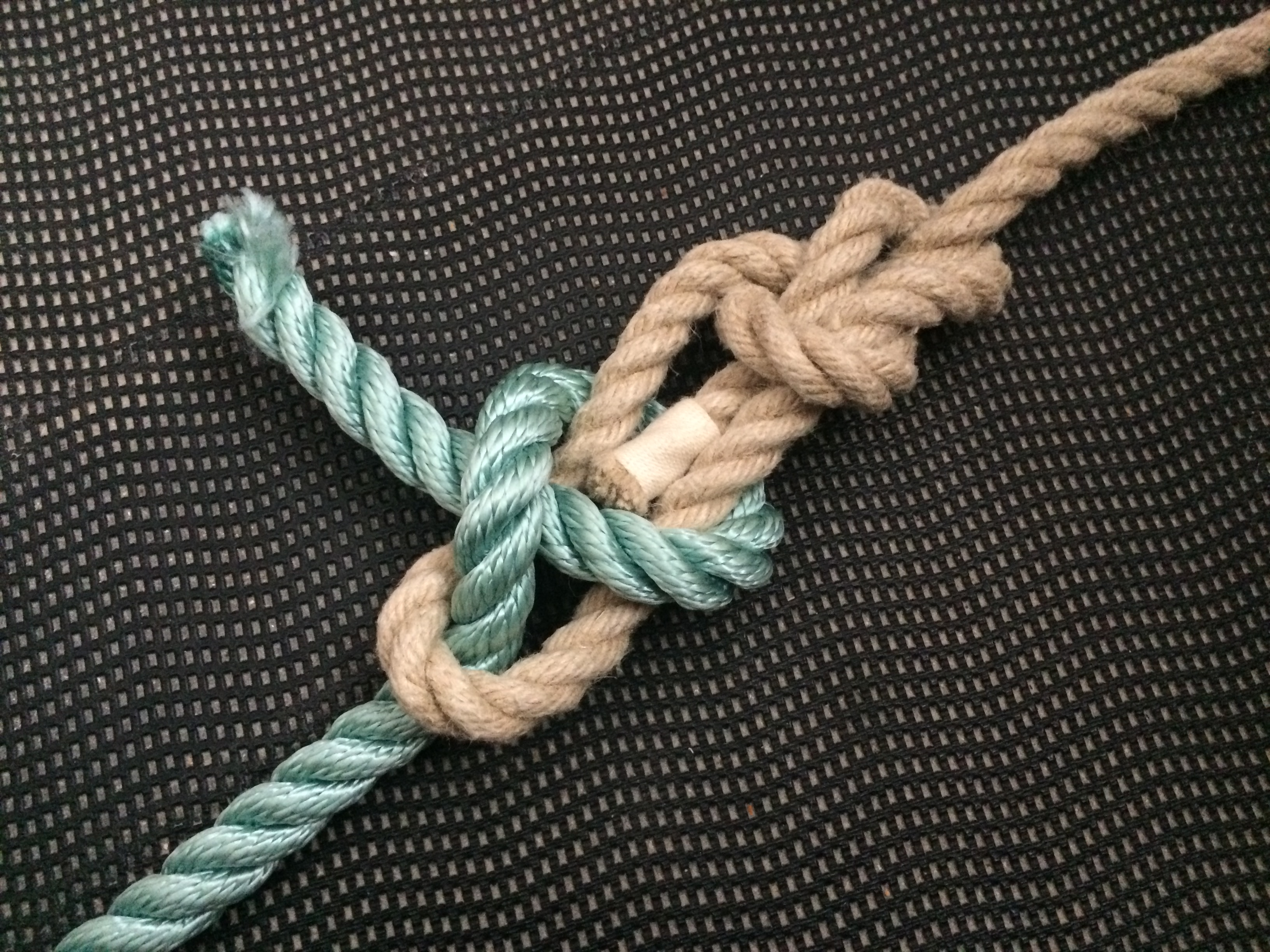
Бекетовый узел, завязанный на петле булиня, но без обязательной схватки ходового конца троса за коренной

- Необходима схватка ходового конца троса за коренной

## Применение
В морском деле
- Применяли в рыбацком деле и морском для крепления оснастки. Бекетовый штык отличается от подобных ему узлов тем, что трос крепят к огону, в гачном узле — к гаку, в шкотовом узле — к петле троса
- Привязывание фалов к сигнальным флагам[15][3]